# Денис Уилкок
Денис Уилкок (на английски: Dennis Wilcock) е британски певец.
Известен е като втория вокал на британската хевиметъл група Iron Maiden. Той е за кратко в групата в периода 1976 – 1977 г. Уилкок използва много сценични ефекти на сцената с „Мейдън“, включително фалшива кръв и пиротехника, както и маски, подобни на тези на Kiss.
През 1977 г. влиза в спор с Дейв Мъри след гиг, което е причината за напускането на вокала. Тогава основава V1 с бившия китарист на „Мейдън“ Тери Уапрам.
През 1979 г. се присъединява към групата Gibraltar от Северен Лондон. Тя е основана предишната година от китариста Тони Майлс (свирил преди това с Tush, Фил Колън от Def Leppard и барабаниста Джим Ласен). В групата са направени редица смени, които водят до състав, в който се чувства силното влияние на „Мейдън“ – през нея са минали Тони Парсънс, Боб Сауър и Рон Матюс. След репетиции с Уилкок групата ангажира за седмица клуб Ruskin Arms, в който са започнали групите „Смол Фейсес“ и Iron Maiden.
През 1981 г. групата се разпада, но преди това записва демо с 3 песни в Spaceward Studios, Кембридж (където „Мейдън“ също записват първото си демо). Групата се събира за кратко в края на 1980-те години за няколко гига в състав Денис Уилкок, Тони Майлс, Мики Тиктън и Дейв Коуел (бивш барабанист на Bad Company).
Денис Уилкок се отказва от музикалната си кариера и се занимава с животозастраховане.